# نخستین سفر
نخستین سفر (به انگلیسی: Redburn: His First Voyage) نام یک کتاب ادبی است که توسط هرمان ملویل، نویسندهٔ اهل ایالات متحده آمریکا نوشته شده‌است.